# Mark Lee (australijski aktor)
Mark Lee (ur. 1958 w Sydney) – australijski aktor telewizyjny, filmowy i teatralny, reżyser i producent filmowy.

## Kariera
Początkowo pracował jako model i piosenkarz w kawiarni. W 1969 po raz pierwszy pojawił się na szklanym ekranie jako Costar w telewizyjnym filmie przygodowym Dziwne wakacje (Strange Holiday) wg powieści Juliusza Verne’a. Na dużym ekranie zadebiutował jako Archy Hamilton w przygodowym dramacie historycznym Petera Weira Gallipoli (1981) u boku Mela Gibsona. Wystąpił też w popularnym australijskim dramacie telewizyjnym Wietnam (Vietnam, 1987) z Nicole Kidman. Za kreację Youtha w kultowym melodramacie gejowskim Odwieczna tajna rodzina (The Everlasting Secret Family, 1988) z Heather Mitchell dostał nominację do nagrody Australian Film Institute.
Grywał także na scenie w teatrze w spektaklach takich jak Zmierzch długiego dnia (QTC), The Cobra (STC), Cud róży Jeana Geneta (Belvoir), Wieczór Trzech Króli (Sport for Jove), Wehikuł czasu (505), Little Nell (Ensemble Theatre) Kupiec wenecki (Tap Gallery) i The Shadow Box Michaela Cristofera (Old Fitz).
Wystąpił także w komediodramacie Sex Is a Four Letter Word (1995) z Mirandą Otto jako gej John oraz telewizyjnym filmie sensacyjnym Sahara (1995) u boku Jamesa Belushi, Michaela Massee, Jerome Ehlersa, Angelo D’Angelo i Roberta Wisdoma jako Jimmy Doyle. W telewizyjnym dreszczowcu Najdłuższy lot (Nowhere to Land, 2000) z Jackiem Wagnerem zagrał rolę zamachowca. W telewizyjnym dramacie biograficznym Petera Bogdanovicha Historia Natalie Wood (The Mystery of Natalie Wood, 2004), opowiadającym o życiu gwiazdy filmowej Natalie Wood (w tej roli Justine Waddell), pojawił się jako William Russell.
Wystąpił w wielu popularnych na całym świecie serialach, w tym Chata pełna Rafterów, Szczury wodne, Władca zwierząt.
W 2006 wyreżyserował film The Bet, który zdobył uznanie widzów i był nominowany do Australian Film Institute.

## Nagrody i nominacje
| Rok  | Nagroda                                                       | Kategoria       | Film                          | Rezultat  |
| ---- | ------------------------------------------------------------- | --------------- | ----------------------------- | --------- |
| 1981 | Australijska Akademia Sztuk Filmowych i Telewizyjnych (AACTA) | Najlepszy aktor | Gallipoli                     | Nominacja |
| 1988 | Australijska Akademia Sztuk Filmowych i Telewizyjnych (AACTA) | Najlepszy aktor | The Everlasting Secret Family | Nominacja |
| 2008 | Rencontres Internationales du Cinema des Antipodes            | Jury Grand Prix | The Bet (2006)                | Wygrana   |

## Filmografia

### Filmy fabularne
- 1981: Gallipoli jako Archy Hamilton
- 1996: Trop z Blackwater jako Chris
- 1998: Zbuntowany klon jako Milo
- 1999: Zbuntowany klon 2 jako Steven Myers

### Seriale TV
- 1976: Number 96 jako Robin Dunmore
- 1996-97: Zatoka serc jako Stuart Mitchell
- 1996–2000: Szczury wodne jako Harry Pierce
- 2001: Władca zwierząt jako Hjalmar
- 2008: Chata pełna Rafterów jako Duncan Galloway
- 2009: Zatoka serc jako Orson Cardillo